# Plectiscidea picta
Plectiscidea picta là một loài tò vò trong họ Ichneumonidae.